# Hans Van Dyck
Hans Van Dyck (Herentals, 1970) is een Vlaams bioloog en veelgevraagd commentator.

## Biografie
Hans Van Dyck studeerde af als bioloog aan de UAntwerpen in 1992 alwaar hij in 1997 zijn doctoraat behaalde. In 2004 werd hij hoogleraar gedragsecologie aan de UC Louvain. Hij staat ook aan het hoofd van van het Laboratorium Gedragsecologie en Natuurbehoud van het Earth & Life Institute.
Daarnaast is hij auteur van meerdere wetenschappelijke publicaties en columns in onder andere MO* en ook van het boek Het orakel van de bosninf (2021). 